# Lasiodiscus lebrunii
Lasiodiscus lebrunii är en brakvedsväxtart som beskrevs av E. Figueiredo. Lasiodiscus lebrunii ingår i släktet Lasiodiscus och familjen brakvedsväxter. Inga underarter finns listade i Catalogue of Life.